# Nicola Ventola
Nicola Ventola (Grumo Appula, 24 maggio 1978) è un ex calciatore italiano, di ruolo attaccante.

## Biografia
È stato sposato con la modella svizzera Kartika Luyet, da cui ha avuto un figlio, Kelian, nato nel 2003.

## Carriera

### Giocatore

#### Club

Ventola esulta con la maglia del Bari nella stagione 1996-1997

Attaccante di grande forza fisica, che faceva della progressione e della profondità le sue caratteristiche migliori, è stato frenato dagli infortuni (10 operazioni alle ginocchia), cresce nel Bari, con cui esordisce a 16 anni in Serie A nel 1994; lascia la squadra pugliese nel 1998, dopo tre stagioni in A e una in B, per un totale di 45 presenze e 12 gol (di cui 10 in Serie B). Viene quindi acquistato dall'Inter, con cui nella stagione 1998-1999 disputa 21 partite in Serie A segnando 6 gol. Nel biennio successivo milita in prestito al Bologna (14 presenze senza centri in campionato ma 4 gol in 7 presenze tra Coppa Italia e Coppa UEFA) e all'Atalanta (28 presenze e 10 gol), sempre in Serie A.
Tornato all'Inter, nella stagione 2001-2002 colleziona 16 presenze segnando 4 gol; la stagione successiva passa in prestito al Siena (28 presenze e 4 gol). Durante l'estate 2004 fa rientro in nerazzurro, giocando nel preliminare di Champions League. Il 31 agosto è ceduto al Crystal Palace: gioca solo 3 partite in Premier League (segnando un gol) a causa di un grave infortunio.
Nel luglio 2005 viene di nuovo acquistato dall'Atalanta, con cui vince il campionato di Serie B 2005-2006, segnando 15 gol in 35 partite. Nella stagione successiva, in Serie A, colleziona 29 presenze e 6 gol, ma nel finale di stagione è messo ai margini della squadra a causa del mancato rinnovo del contratto, in scadenza a giugno 2007. Il 20 giugno 2007 si accasa al Torino; con i granata colleziona 21 presenze e 4 gol nel suo primo anno. L'anno successivo non trova grande spazio e totalizza soltanto 14 presenze e 2 reti. In Torino-Lazio 1-3 del 28 settembre 2008 infila i guanti per andare in porta al posto dell'espulso Sereni, in quanto il Torino aveva già effettuato le tre sostituzioni; Ventola non riesce tuttavia a parare il rigore a Zárate. I granata retrocedono in Serie B a fine anno, e il suo contratto in scadenza non viene rinnovato.
Il 3 novembre 2009 viene ingaggiato dal Novara militante in Lega Pro Prima Divisione. Debutta con la nuova maglia il 9 novembre entrando durante il secondo tempo dell'incontro con il Lecco, finito 3-0 per il Novara. Segna il suo primo gol con la maglia azzurra il 17 gennaio 2010 portando la sua squadra al pareggio contro il Como. Il 25 aprile successivo segna una fondamentale doppietta contro la Cremonese nel 3-3 che promuove il Novara in Serie B. Il 17 gennaio 2011 si diffonde la voce di un suo possibile addio al calcio giocato dopo l'ennesimo grave infortunio. Il 27 gennaio 2011 risolve consensualmente il contratto con il Novara e l'11 febbraio, a causa di persistenti problemi fisici, l'attaccante annuncia il suo ritiro.

#### Nazionale
Compie tutta la trafila con le nazionali giovanili a partire dall'Under-16 fino all'Under-21, passando per l'Under-18 (di cui con 14 gol in 18 presenze è il miglior marcatore di sempre). Arrivato nella nazionale Under-21 sotto età, già dal 1996, somma 21 presenze e 8 gol, vincendo l'Europeo di categoria nel 2000 e disputando le Olimpiadi di Sydney, terminate ai quarti di finale con la sconfitta contro la Spagna. Con l'Under-20, invece, disputa i Giochi del Mediterraneo del 1997 a Bari, dove realizza 4 gol (2 nella finale vinta 5-1 contro la Turchia) e diventa capocannoniere della manifestazione. 
Con la nazionale maggiore viene convocato, senza scendere in campo, per un match contro la Svizzera, disputato il 10 ottobre 1998 al Friuli di Udine e terminato per 2-0 in favore degli azzurri.

### Dopo il ritiro

#### Commentatore sportivo
Dopo il ritiro dall'attività agonistica, ha vissuto a Los Angeles e ad Abu Dhabi, dove ha lavorato come opinionista per la tv statale Abu Dhabi Media, prima di trasferirsi a Milano, dove vive attualmente. Nel corso della stagione 2018-2019 è opinionista su DAZN. Dalla fine del 2020, insieme a Christian Vieri, Daniele Adani e Antonio Cassano, prende parte alla Bobo TV, trasmessa in streaming su Twitch.
All'inizio del 2022, insieme a Vieri e Giovanni Barsotti, commenta le partite della Serie A per DAZN nel nuovo format Coca-Cola Super Match.
Nell'estate del 2022 prende parte al tour della Bobo TV a teatro, in concomitanza con la Bobo Summer Cup Padel Tour, partite benefiche di padel, con tre tappe a Viareggio, Civitanova Marche e Jesolo; il tour lo vede protagonista anche nel 2023.
In occasione dei Mondiali in Qatar la Bobo TV sbarca su Rai 1 e RaiPlay (in diretta streaming e on demand) con 22 pillole da 4 minuti circa che vanno in onda dopo le trasmissioni della Rai. L'esperienza di Ventola alla Bobo TV termina nell'autunno del 2023, con l'addio anche di Adani e Cassano, dopo un diverbio avuto con Vieri.
Dall'estate del 2024, insieme agli ex protagonisti della Bobo TV Adani e Cassano, prende parte al nuovo talk-show su Twitch e YouTube dal titolo Viva el Futbol.

#### Altre attività
Nell'estate 2020 pubblica il singolo Vita da Bomber, in collaborazione con Christian Vieri e Daniele Adani, anch'essi ex calciatori.
Nell'estate del 2021 in occasione dell'Europeo, partecipa a Euro Foodball sul sito della Gazzetta dello Sport, una rubrica che racconta i gusti culinari delle nazioni ospitanti le partite.
All'inizio del 2022 partecipa a Back to School, programma condotto da Nicola Savino su Italia 1  A giugno partecipa come concorrente al programma di Alessandro Borghese - Celebrity Chef in onda su TV8. Sempre dal 2022 è protagonista dello spot di eBay con Adani.
Nel gennaio del 2024 esce su Prime Video Karaoke Night, talent canoro condotto da Dargen D'Amico e vinto insieme ad Adani.

## Controversie
Coinvolto nello scandalo calcioscommesse del 2011 per aver agevolato la combine di Chievo-Novara 3-0 di Coppa Italia del 2010, nell'estate del 2012 viene squalificato per 3 anni e 6 mesi con l'accusa di illecito sportivo ma il 23 aprile 2013 il Collegio Arbitrale del TNAS lo assolve. Nell'estate del 2004 era già stato prosciolto in relazione a un altro caso di scommesse che aveva coinvolto tra gli altri anche Stefano Bettarini.

## Statistiche
Tra club, nazionale olimpica e nazionali giovanili, Nicola Ventola ha totalizzato globalmente 391 partite segnando 119 reti, alla media di 0,3 gol a partita.

### Presenze e reti nei club
| Stagione        | Squadra         | Campionato      | Campionato | Campionato | Coppe nazionali | Coppe nazionali | Coppe nazionali | Coppe continentali | Coppe continentali | Coppe continentali | Altre coppe | Altre coppe | Altre coppe | Totale | Totale |
| Stagione        | Squadra         | Comp            | Pres       | Reti       | Comp            | Pres            | Reti            | Comp               | Pres               | Reti               | Comp        | Pres        | Reti        | Pres   | Reti   |
| --------------- | --------------- | --------------- | ---------- | ---------- | --------------- | --------------- | --------------- | ------------------ | ------------------ | ------------------ | ----------- | ----------- | ----------- | ------ | ------ |
| 1994-1995       | Bari            | A               | 1          | 0          | CI              | 0               | 0               | -                  | -                  | -                  | -           | -           | -           | 1      | 0      |
| 1995-1996       | Bari            | A               | 7          | 0          | CI              | 0               | 0               | -                  | -                  | -                  | -           | -           | -           | 7      | 0      |
| 1996-1997       | Bari            | B               | 28         | 10         | CI              | 3               | 0               | -                  | -                  | -                  | -           | -           | -           | 31     | 10     |
| 1997-1998       | Bari            | A               | 8          | 2          | CI              | 4               | 1               | -                  | -                  | -                  | -           | -           | -           | 12     | 3      |
| Totale Bari     | Totale Bari     | Totale Bari     | 44         | 12         |                 | 7               | 1               |                    | -                  | -                  |             | -           | -           | 51     | 13     |
| 1998-1999       | Inter           | A               | 21         | 6          | CI              | 7+2             | 1+1             | UCL                | 7                  | 3                  | -           | -           | -           | 37     | 11     |
| 1999-2000       | Bologna         | A               | 14         | 0          | CI              | 2               | 2               | CU                 | 5                  | 2                  | -           | -           | -           | 21     | 4      |
| 2000-2001       | Atalanta        | A               | 28         | 10         | CI              | 4               | 1               | -                  | -                  | -                  | -           | -           | -           | 32     | 11     |
| 2001-2002       | Inter           | A               | 16         | 4          | CI              | 2               | 1               | CU                 | 9                  | 5                  | -           | -           | -           | 27     | 10     |
| 2002-2003       | Inter           | A               | 0          | 0          | CI              | 0               | 0               | UCL                | 0                  | 0                  | -           | -           | -           | 0      | 0      |
| 2003-2004       | Siena           | A               | 28         | 4          | CI              | 4               | 1               | -                  | -                  | -                  | -           | -           | -           | 32     | 5      |
| ago. 2004       | Inter           | A               | -          | -          | CI              | -               | -               | UCL                | 1                  | 0                  | -           | -           | -           | 1      | 0      |
| Totale Inter    | Totale Inter    | Totale Inter    | 37         | 10         |                 | 9+2             | 2+1             |                    | 17                 | 8                  |             | -           | -           | 65     | 21     |
| 2004-2005       | Crystal Palace  | PL              | 3          | 1          | FACup+CdL       | 0               | 0               | -                  | -                  | -                  | -           | -           | -           | 3      | 1      |
| 2005-2006       | Atalanta        | B               | 35         | 15         | CI              | 2               | 0               | -                  | -                  | -                  | -           | -           | -           | 37     | 15     |
| 2006-2007       | Atalanta        | A               | 29         | 6          | CI              | 3               | 3               | -                  | -                  | -                  | -           | -           | -           | 32     | 9      |
| Totale Atalanta | Totale Atalanta | Totale Atalanta | 92         | 31         |                 | 9               | 4               |                    | -                  | -                  |             | -           | -           | 101    | 35     |
| 2007-2008       | Torino          | A               | 21         | 4          | CI              | 1               | 1               | -                  | -                  | -                  | -           | -           | -           | 22     | 5      |
| 2008-2009       | Torino          | A               | 14         | 2          | CI              | 2               | 0               | -                  | -                  | -                  | -           | -           | -           | 16     | 2      |
| Totale Torino   | Totale Torino   | Totale Torino   | 35         | 6          |                 | 3               | 1               |                    | -                  | -                  |             | -           | -           | 38     | 7      |
| nov. 2009-2010  | Novara          | 1D              | 17         | 4          | CI+CI-LP        | 0               | 0               | -                  | -                  | -                  | SdL-1D      | 2           | 0           | 19     | 4      |
| 2010-gen. 2011  | Novara          | B               | 9          | 0          | CI              | 3               | 0               | -                  | -                  | -                  | -           | -           | -           | 12     | 0      |
| Totale Novara   | Totale Novara   | Totale Novara   | 26         | 4          |                 | 3               | 0               |                    | -                  | -                  |             | 2           | 0           | 31     | 4      |
| Totale carriera | Totale carriera | Totale carriera | 279        | 68         |                 | 39              | 12              |                    | 22                 | 10                 |             | 2           | 0           | 342    | 90     |

## Palmarès

### Club
- Campionato italiano di Serie B: 1

Atalanta: 2005-2006
- Lega Pro Prima Divisione: 1

Novara: 2009-2010 (girone A)
- Supercoppa di Lega di Prima Divisione: 1

Novara: 2010

### Nazionale
- Giochi del Mediterraneo: 1

 Bari 1997
- Campionato d'Europa Under-21: 1

2000